# Joseph DeCamp

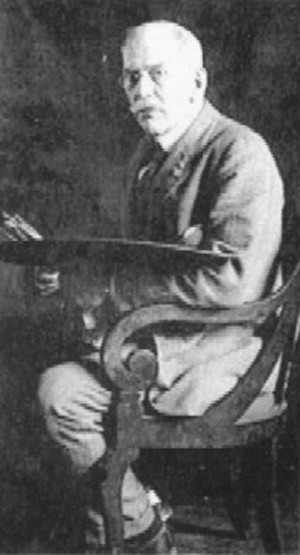
Joseph Rodefer DeCamp

Joseph Rodefer DeCamp (auch De Camp; * 5. November 1858 in Cincinnati; † 11. Februar 1923 in Boca Grande, Florida) war ein US-amerikanischer Maler des Tonalismus und Impressionismus.

## Leben
DeCamp studierte gemeinsam mit Frank Duveneck in Boston und ging mit diesem in der zweiten Hälfte der 1870er Jahre nach München an die Akademie der Bildenden Künste, verbrachte nachfolgend einige Zeit in Florenz und kehrte 1883 nach Boston zurück. Dort wurde er Mitglied der von Edmund Charles Tarbell geleiteten Boston School und konzentrierte sich auf Porträtmalerei. In den 1890er Jahren nahm er den Stil des Tonalismus an und 1897 war er einer der Gründer der impressionistischen Künstlergruppe Ten American Painters. 
Nach einer kurzen Lehrtätigkeit an der Pennsylvania Academy of the Fine Arts in Philadelphia 1895, die er aus gesundheitlichen Gründen aufgab, unterrichtete er von 1903 bis zu seinem Tod 1923 an der Massachusetts Normal Art School (heute Massachusetts College of Art and Design) sowie an der School of the Museum of Fine Arts in Boston. Zu seinen Schülern gehörte unter anderem Gertrude Nason. 1891 heiratete er Edith Franklin Baker; das Paar hatte vier Kinder, die häufig als Modelle für seine Gemälde dienten. 
Durch ein Feuer in seinem Bostoner Atelier verbrannten 1904 mehrere hundert seiner frühen Gemälde, darunter fast alle Landschaftsbilder.
1908 wurde er in die American Academy of Arts and Letters gewählt.

## Werke (Auswahl)

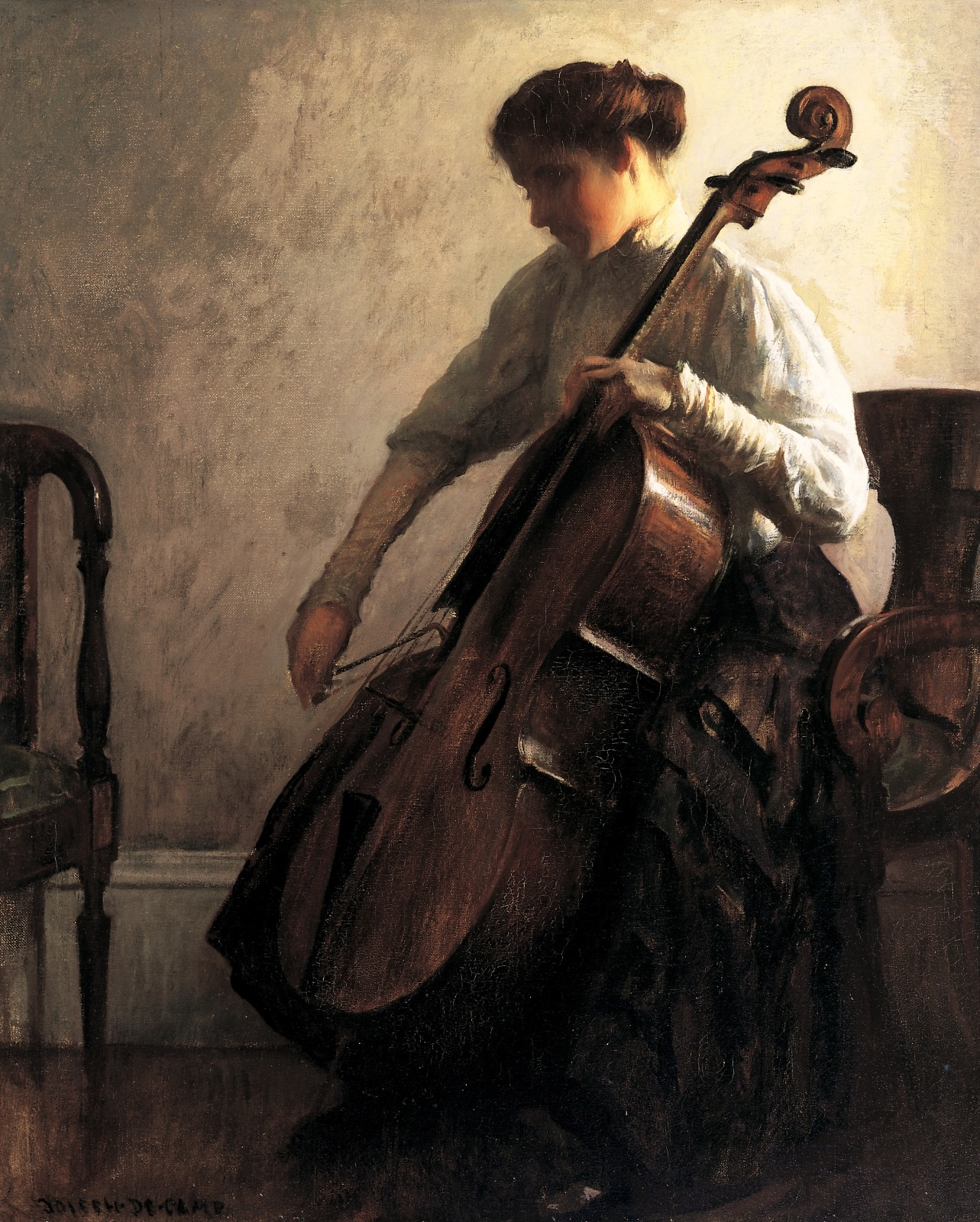
The Cellist, 1908
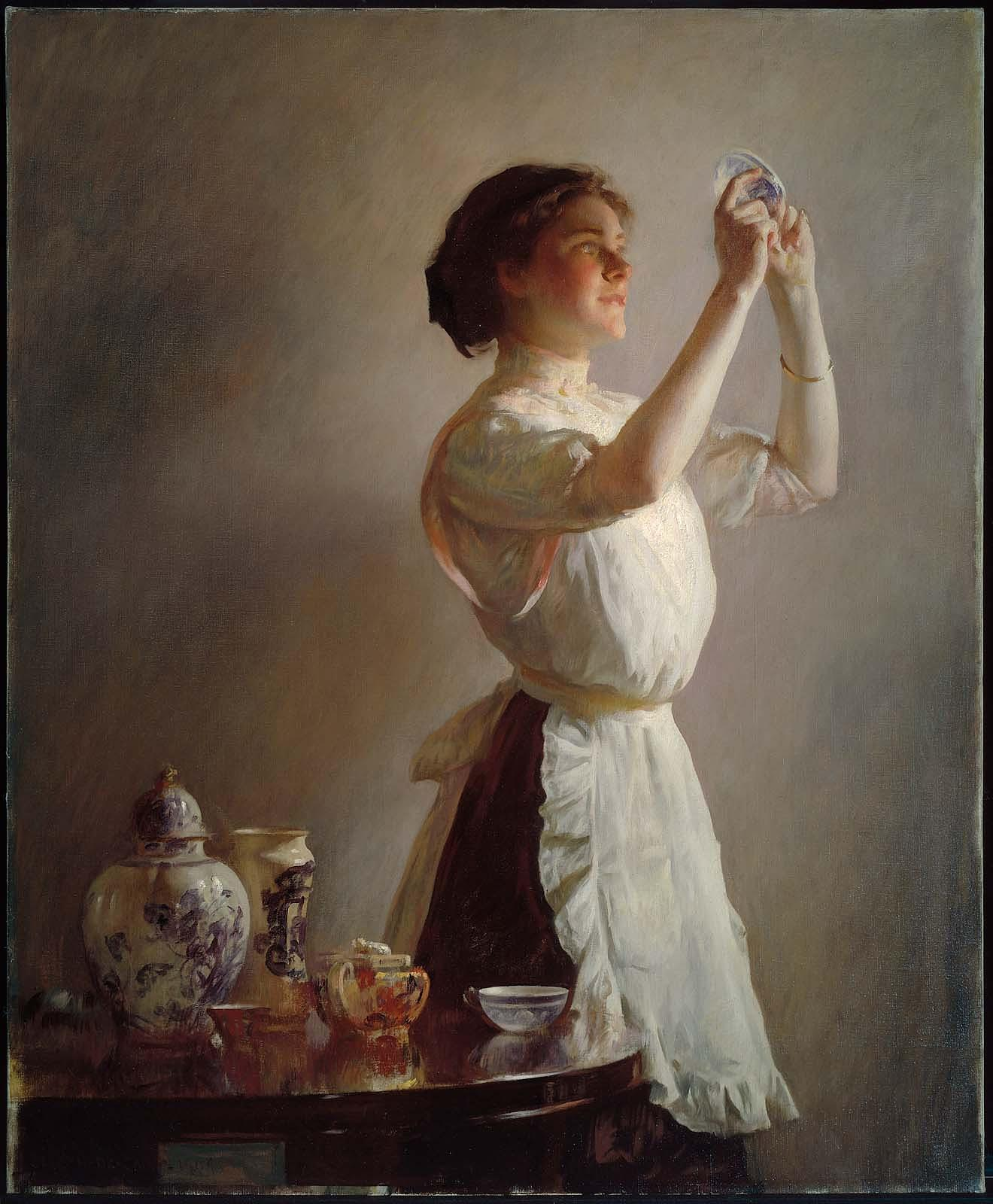
The Blue Cup, 1909
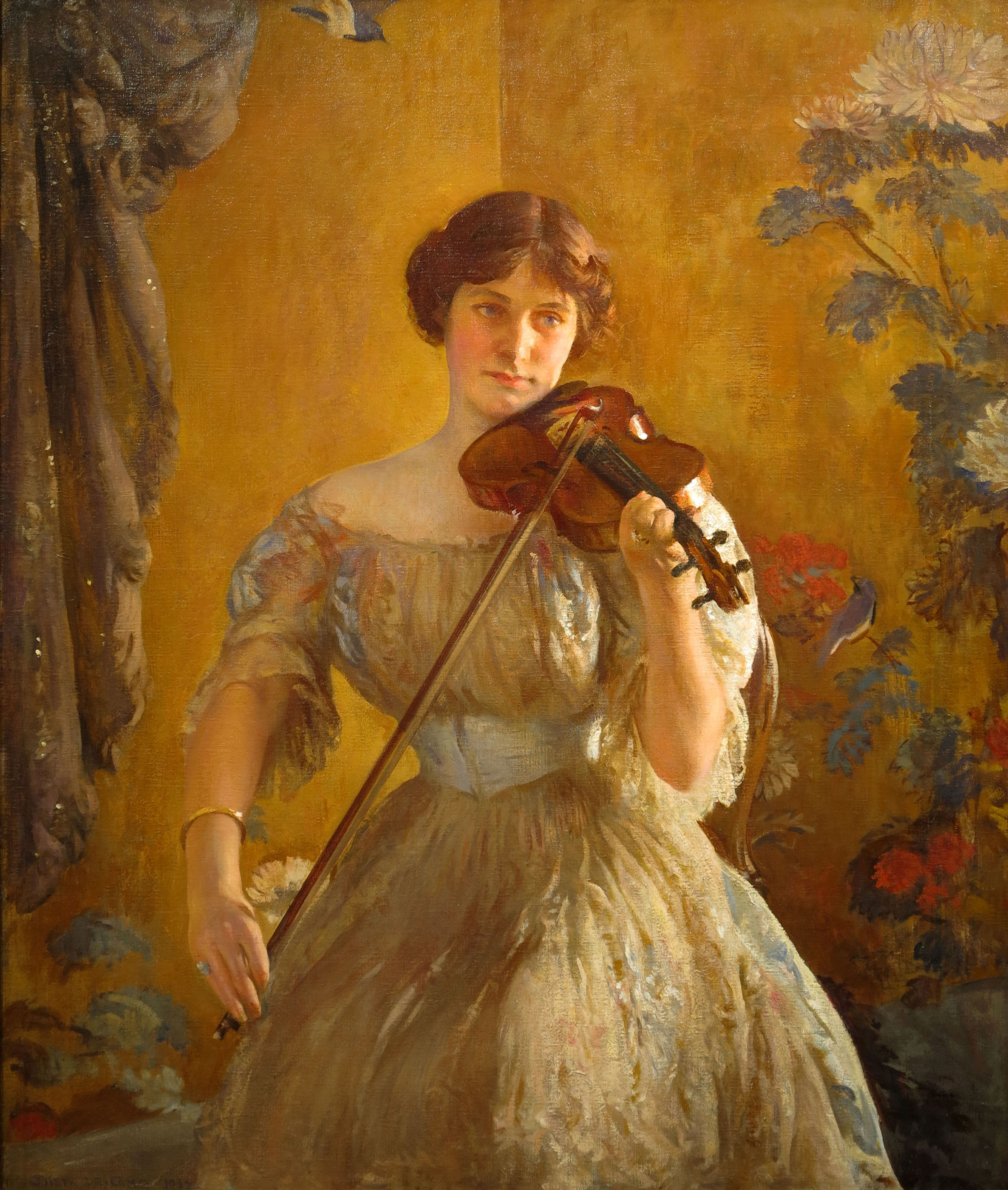
The Kreutzer Sonata, um 1912–1914
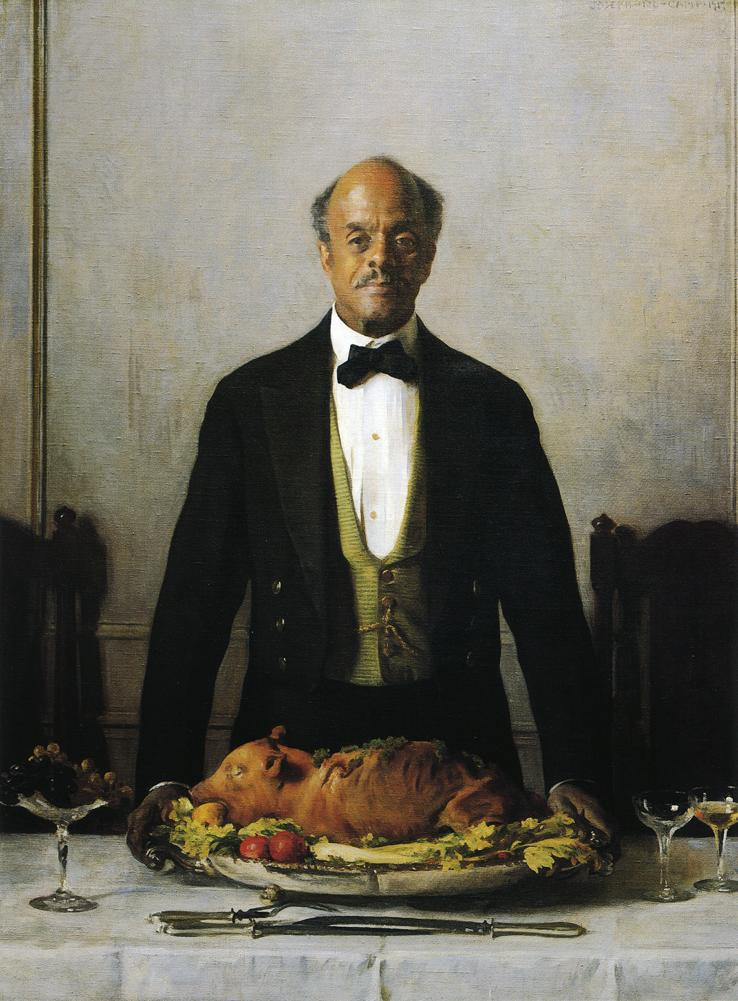
The Steward, um 1919
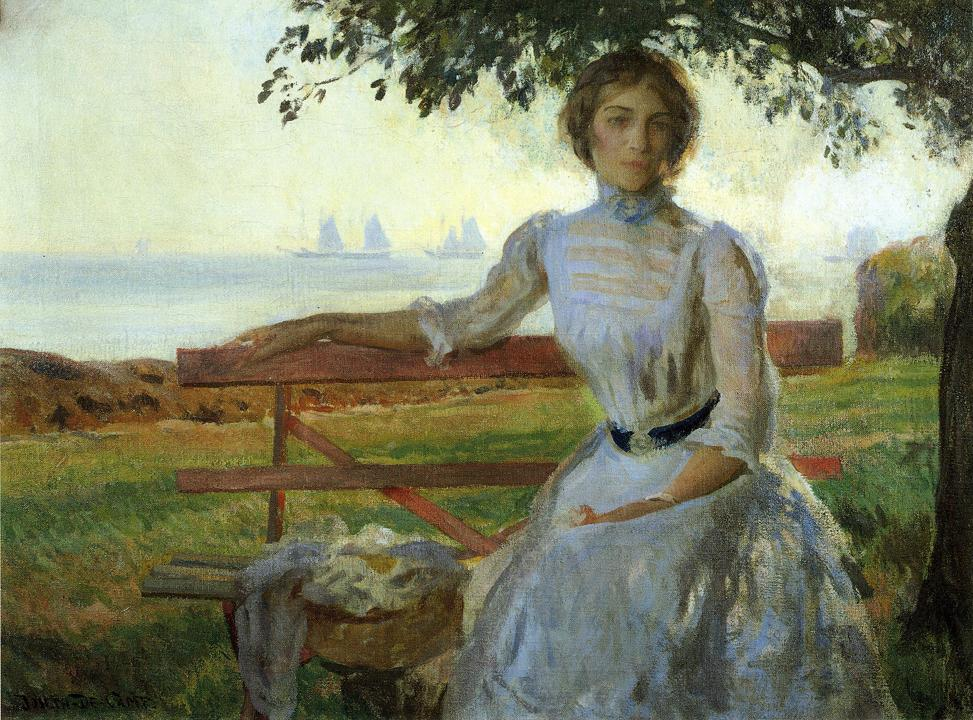
Mrs. Ernest Major, 1902
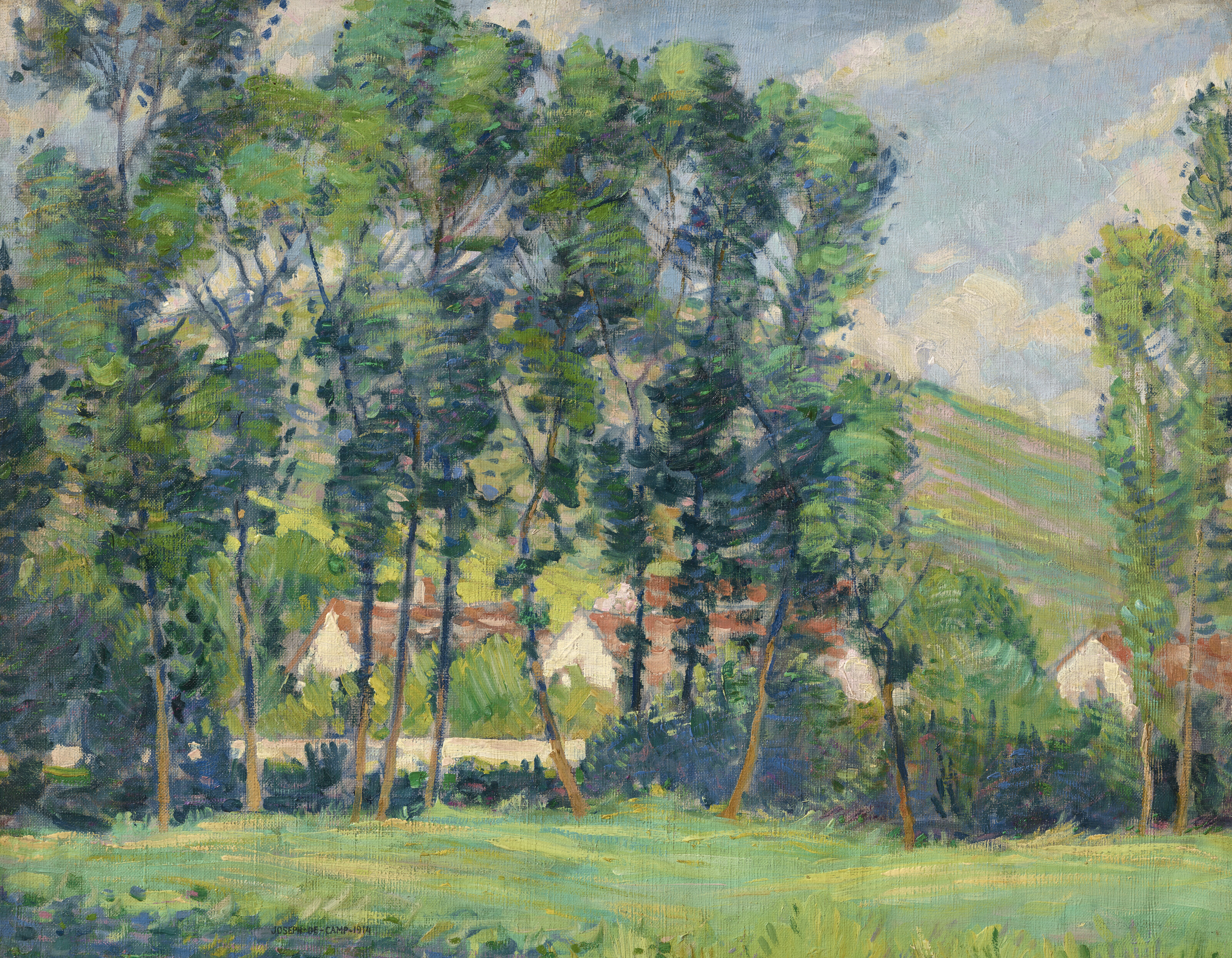
Red Roofs, 1914
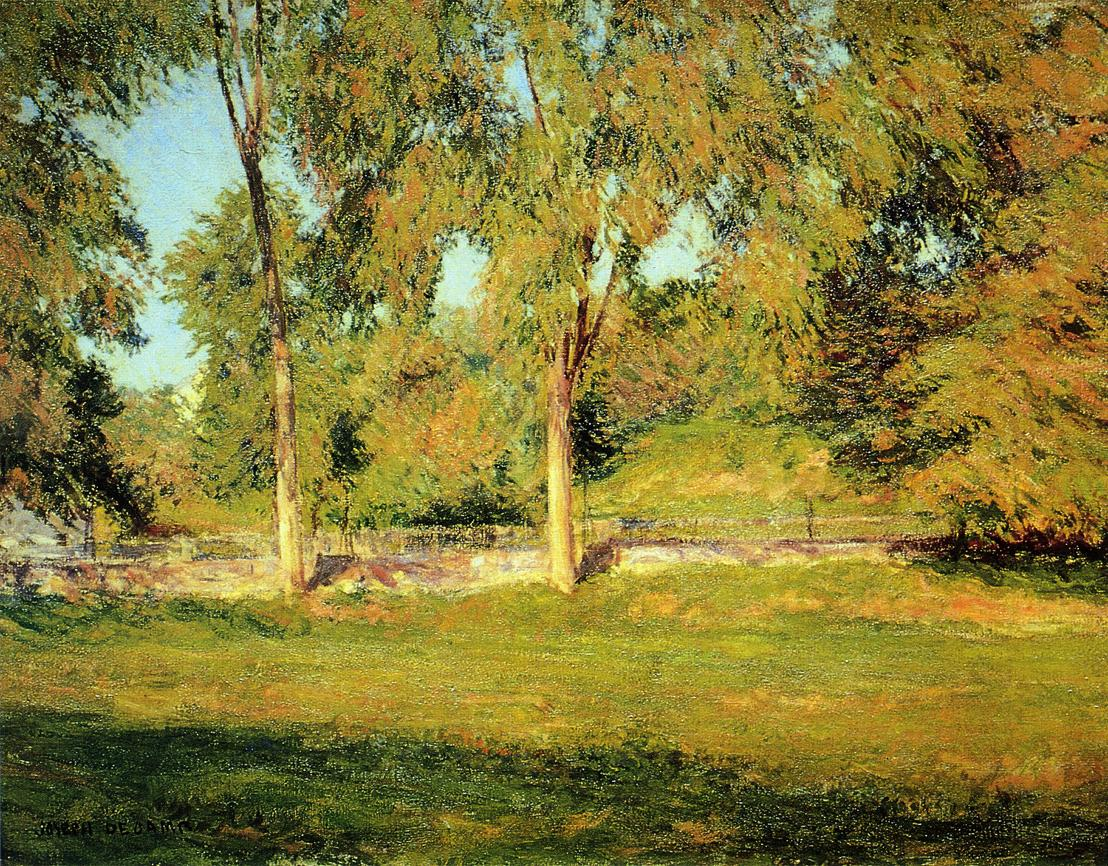
September Afternoon, 1895
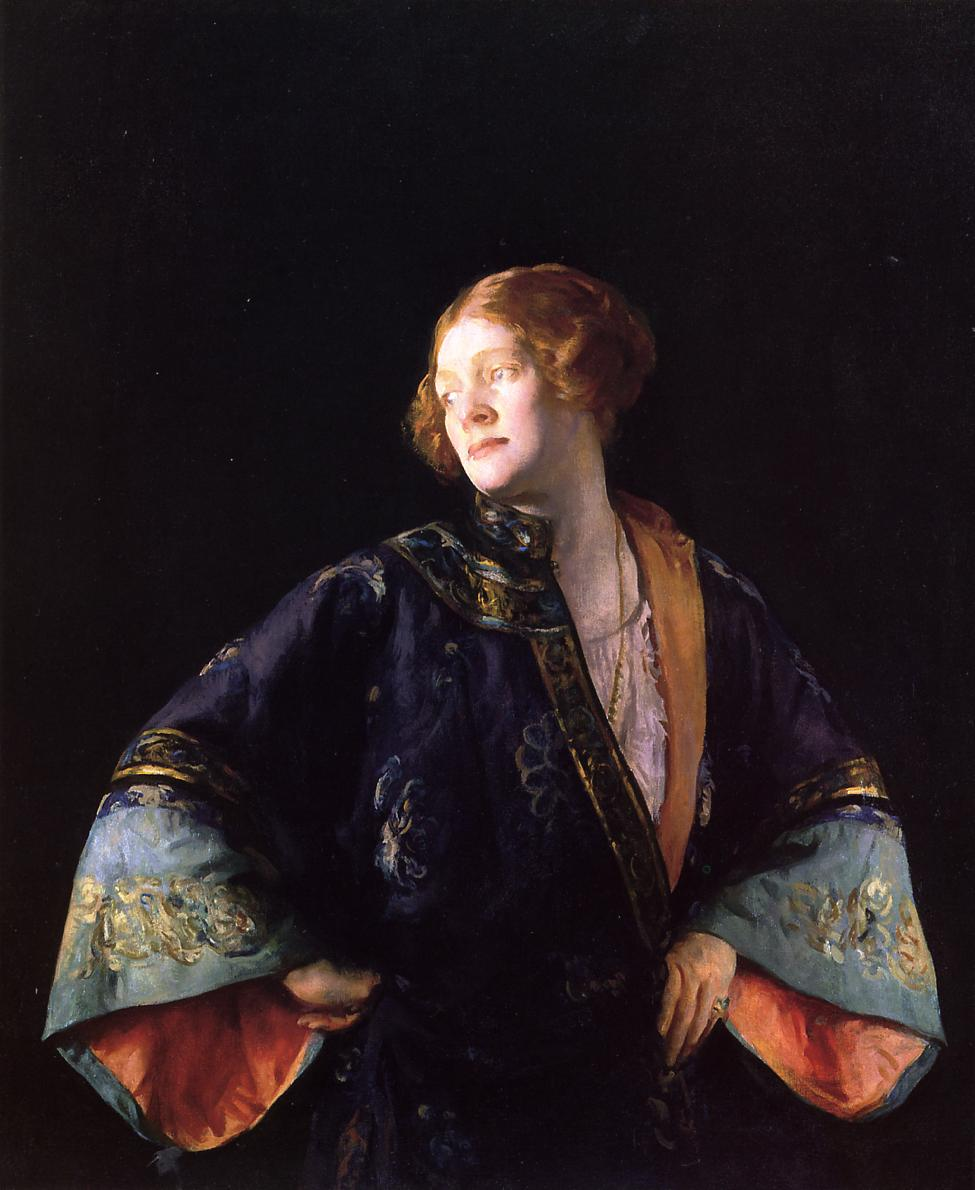
The Blue Mandarin Coat, 1922